# Kabupaten Tanah Bumbu
Kabupaten Tanah Bumbu är ett kabupaten i Indonesien.   Det ligger i provinsen Kalimantan Selatan, i den västra delen av landet, 1 000 km öster om huvudstaden Jakarta. Antalet invånare är 267 929.